# سفر (كتاب)

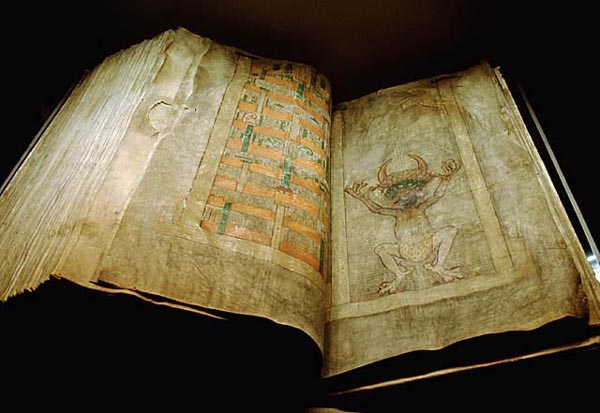

السِفْر، بكسر السين، هو الكتاب على العموم ويغلب إطلاقه على الكتاب المكرس أو المجلد على خلاف الطومار وهو الكتاب الملفوف. وأظهرت الأسفار استخدامًا أكثر اقتصادًا للمَطْوِيَّة الواحدة (الصفحة الأمامية والصفحة الخلفية) مقارنة بالتنسيقات التقليدية للكتب.